# Hải Bình
Hải Bình là một phường thuộc tỉnh Thanh Hóa, Việt Nam.
Được thành lập ngày 16 tháng 6 năm 2025 trên cơ sở các phường Mai Lâm, Tĩnh Hải, Hải Bình của thị xã Nghi Sơn, phường Hải Bình chính thức hoạt động từ ngày 1 tháng 7 năm 2025.

## Địa lý
Phường Hải Bình có phần đất liền nằm ở phía nam đường bờ biển tỉnh Thanh Hóa, án ngữ phía nam cửa biển Lạch Bạng, có vị trí địa lý:
- Phía đông giáp vịnh Bắc Bộ
- Phía bắc giáp các phường Trúc Lâm, Đào Duy Từ, Tĩnh Gia với ranh giới là sông Lạch Bạng
- Phía tây giáp xã Trường Lâm
- Phía nam giáp phường Nghi Sơn.

Địa giới hành chính của phường còn bao trùm toàn bộ quần đảo Hòn Mê.
Phường Hải Bình có diện tích tự nhiên 37,74 km², quy mô dân số năm 2024 là 33.670 người, mật độ dân số đạt 892 người/km².

## Lịch sử
Địa giới hành chính phường Hải Bình trước đây vốn là các phường Mai Lâm, Tĩnh Hải, Hải Bình, nằm ở phía nam của thị xã Nghi Sơn.
Ngày 16 tháng 6 năm 2025, thị xã Nghi Sơn bị giải thể do bỏ cấp huyện; phường Hải Bình được thành lập theo Nghị quyết số 1686/NQ-UBTVQH15 của Ủy ban Thường vụ Quốc hội trên cơ sở sáp nhập toàn bộ diện tích tự nhiên và quy mô dân số của 3 phường Mai Lâm, Tĩnh Hải, Hải Bình.
Phường này chính thức hoạt động từ ngày 1 tháng 7 năm 2025, là đơn vị hành chính trực thuộc tỉnh Thanh Hóa.

## Hành chính
Phường Hải Bình có 19 tổ chức tự quản. Dưới đây là danh sách các tổ chức tự quản theo địa giới từng phường cũ:
| Mã    | Tên phường | Hành chính           | Hành chính                                                                          |
| Mã    | Tên phường | Số lượng             | Danh sách                                                                           |
| ----- | ---------- | -------------------- | ----------------------------------------------------------------------------------- |
| 16633 | Hải Bình   | 8 tổ dân phố         | Đoan Hùng, Liên Đình, Liên Hưng, Liên Thịnh, Nam Hải, Tân Hải, Tân Vinh, Tiền Phong |
| 16642 | Tĩnh Hải   | 3 tổ dân phố, 1 thôn | Các tổ dân phố: Liên Vinh, Thắng Hải, Trung Sơn; thôn Bắc Yến                       |
| 16645 | Mai Lâm    | 7 tổ dân phố         | Hải Lâm, Hữu Lại, Hữu Nhân, Hữu Tài, Kim Phú, Kim Sơn                               |

## Phường Hải Bình trước 16/6/2025

### Địa lý
Phường Hải Bình nằm ở phía đông thị xã Nghi Sơn, có vị trí địa lý:
- Phía đông giáp Biển Đông và phường Hải Thanh
- Phía tây giáp phường Trúc Lâm và phường Xuân Lâm
- Phía nam giáp phường Tĩnh Hải
- Phía bắc giáp phường Bình Minh.

Phường Hải Bình có diện tích 9,54 km², dân số năm 2019 là 14.774 người, mật độ dân số đạt 1.549 người/km².
Sông Lạch Bạng chảy men theo phía đông phường và một phần cửa Lạch Bạng nằm ở phía đông của phường.
Ngoài phần diện tích trên đất liền, phường Hải Bình còn quản lý các đảo trên quần đảo Hòn Mê nằm trong Vịnh Bắc Bộ.

### Lịch sử
Trước đây, Hải Bình là một xã thuộc huyện Tĩnh Gia.
Ngày 22 tháng 4 năm 2020, Ủy ban Thường vụ Quốc hội ban hành Nghị quyết số 933/NQ-UBTVQH14 về việc thành lập thị xã Nghi Sơn và các phường thuộc thị xã Nghi Sơn (nghị quyết có hiệu lực từ ngày 1 tháng 6 năm 2020). Theo đó, chuyển huyện Tĩnh Gia thành thị xã Nghi Sơn và thành lập phường Hải Bình trên cơ sở toàn bộ 9,54 km² diện tích tự nhiên và 14.774 người của xã Hải Bình.